# Wiener Journalistinnenpreis
Der Wiener Journalistinnenpreis der Stadt Wien wurde 2011 auf die Initiative von Karin Strobl, damals Vorsitzende des FrauenNetzwerk Medien und der Vizebürgermeisterin Wiens Renate Brauner ausgelobt. Dotiert ist er mit 5.000 Euro, gestiftet von der Wien Holding.
Der Preis ist als Reaktion auf die Vergabepraxis von Journalismuspreisen in Österreich, mit denen fast ausschließlich Männer geehrt wurden, begründet worden. Er würdigt herausragende Leistungen von österreichischen Journalistinnen und soll als ein Zeichen für Gleichstellung und Frauenförderung gesehen werden. Er steht unter der Schirmherrschaft von Renate Brauner, Maria Vassilakou und Stadträtin Sandra Frauenberger und wird jährlich unter dem Motto Frauen vor den Vorhang im Rahmen eines Festaktes im Wiener Rathaus verliehen. Die Kandidatinnen werden vom Frauennetzwerk Medien nominiert. Der Vorstand des Netzwerkes stimmt über die Auszeichnung ab. Der Preis wird österreichweit vergeben. Zusätzlich zum Geldpreis erhält die Preisträgerin eine Statue der Künstlerin Dejana Kabiljo, gesponsert von der Wirtschaftsagentur Wien.
Der Wiener Journalistinnenpreis stellt den Nachfolgepreis der Spitzen Feder dar, der vor der Begründung der rot-grünen Koalition im Rathaus von den Wiener Grünen verliehen wurde.

## Preisträgerinnen
- 2011: Ulla Schmid, Profil. für ihre investigativen Reportagen, u. a. über die Hypo Alpe Adria[6]
- 2012: Andrea Hodoschek, Kurier, für ihre Wirtschaftsberichterstattung, in der sie laut Jury Verknüpfungen zwischen Wirtschaft und Politik aufzeigte[7][8]
- 2013: Petra Pichler, ORF, für ihre Gerichtsberichterstattung[9]
- 2014: Corinna Milborn, Puls 4, für ihre „publizistische Vielseitigkeit“ und ihre „unmissverständliche Haltung gegenüber Menschenrechts- und Globalisierungsfragen“[10]
- 2015: Christa Zöchling, Profil[11] für ihr Auftreten gegen die Feigheit.[12]
- 2016: Edith Meinhart, 1. Wiener Jungjournalistinnenpreis: Jelena Gučanin[13]
- 2018: Solmaz Khorsand, 2. Wiener Jungjournalistinnenpreis: Elisabeth Mittendorfer[14]
- 2019: Eva Winroither, 3. Jungjournalistinnen-Preis: Noura Maan[15]
- 2021: Silvana Meixner (ORF), Jungjournalistinnenpreis Eja Kapeller (Dossier)[16]
- 2022: Manuela Raidl (Puls 24), Jungjournalistinnenpreis Christina Pausackl (Die Zeit), Würdigungspreis zur Unterstützung ukrainischer Journalistinnen: Wira Kuryko[16]